# Gu Li (general militar)
En aquest nom xinès, el cognom és Gu.
Gu Li va ser un general militar servint sota el senyor de la guerra Sun Quan durant el període de la tardana Dinastia Han de la història xinesa. Va participar-hi en la Batalla de Hefei en el 215 contra les forces de Cao Cao.

## Biografia
Inicialment un assistent sota Sun Quan, Gu va ser ascendit per Sun a escorta personal (親近監) per la seva personalitat atenta i directa. Com Gu era lleial, valent i directe en el discurs, se li va fer encara més confiança i va ser considerat com un proper col·laborador de Sun.
En l'any 215 EC, quan Sun Quan es va assabentar que Cao Cao era atacant Zhang Lu a Hanzhong, ell va dirigir el seu exèrcit per atacar el castell de Cao a Hefei, iniciant la segona Batalla de Hefei. Gu va seguir a Sun en la batalla. Es van enfrontar a una forta resistència de Zhang Liao, un general de Cao Cao defenent Hefei. Les forces de Sun no van ser capaços de conquistar Hefei tot i que eren superiors en nombre, i van decidir retirar-se després que envoltaren el castell durant diversos dies. Zhang va aprofitar l'oportunitat per llançar un contraatac, agafant per sorpresa en el Gual Xiaoyao a l'exèrcit en retirada de Sun. Els homes de Sun es van quedar endarrere lluitant contra els soldats de Zhang mentre que el mateix Sun tractava de fugir creuant el riu a cavall, però va veure que el pont havia estat destruït.
Gu va cridar a Sun, dient-li d'asseure's tibadament, prenent les regnes amb fermesa, i mantenir el control del cavall. On llavors Ling Tong li va dir a Sun Quan de saltar el pont trencat. En el qual Zhou Tai assistia en la protecció, i finalment Sun Quan va aconseguir saltar el Pont Xiaoshi.
Ell tractà de navegar a la Plataforma de Pesca de Fronteres (釣台圻) però es va trobar amb una tempesta al llarg del camí. Sun aleshores va planejar viatjar a Luozhou, Gu no obstant es va oposar enèrgicament, assenyalant amb l'espasa als remers, ordenant-los de navegar en lloc d'això a Fankou. Quan Sun li va preguntar més tard Gu perquè havia tingut tanta por abans, Gu va dir que estava preocupat perquè Sun podria haver tingut un accident durant la tempesta, la qual cosa hauria conduït a la inestabilitat en l'estat. Després d'aquest incident, Sun va respectar encara més a Gu i ja no es referia a ell pel seu nom personal, sinó pel cognom.